# Conostylidoideae
Conostylidoideae es una de las dos subfamilias de Haemodoraceae.
Sinapomorfías de Conostylidoideae (que contiene a Anigozanthos) son los pelos de muchas células de espesor, ramificados a dendríticos, 6 estambres, el polen con pared esculpida en forma rugulada (arrugada), y las aperturas poradas, un estilo "nondeflexed", y un número de cromosomas base de 7. El perianto de Anigozanthos tiene una ranura adaxial, las flores bilaterales evolucionaron en las dos tribus. La posición del ovario en la familia ha aparentemente sufrido un cambio de ínfero a súpero (Simpson 1990, 1993, 1998b).